# 非洲社会主义
非洲社會主義（英語：African socialism或Afrosocialism）是一種以傳統非洲方式共享經濟資源的信念，與传统意义上的社會主義不同。1950年代和1960年代的許多非洲政治家都表示支持非洲社會主義，儘管對這個術語的定義和解釋大相徑庭。這些政治家包括坦桑尼亞的朱利葉斯·尼雷爾、加納的夸梅·恩克魯瑪和馬里的莫迪博·凱塔等。

## 起源
隨著許多非洲國家在1960年代獲得獨立，某些新成立的政府拒絕了資本主義的理念，轉而支持更加以非洲為中心的經濟模式。這一時期的領導人聲稱，他們正在實踐“非洲社會主義”。
威廉·弗里德蘭和小卡爾·G·羅斯伯格認為，坦桑尼亞的朱利葉斯·尼雷爾、馬里的莫迪博·凱塔、塞內加爾的利奥波德·塞达尔·桑戈尔、加納的夸梅·恩克魯瑪和幾內亞的艾哈迈德·塞古·杜尔是非洲社會主義的主要締造者。
各種版本的非洲社會主義的共同原則是：以大型公共部門為指導的社會發展，納入非洲身份和作為非洲人的意義，以及避免在社會中發展社會階層。桑戈爾聲稱，“非洲部落社區生活的社會背景不僅使社會主義成為非洲的天性，而且排除了階級鬥爭理論的有效性”，從而使非洲社會主義在其所有變體中都不同於馬克思主義和歐洲社會主義理論。
非洲社會主義成為加納、幾內亞、塞內加爾、坦桑尼亞等國經濟發展的重要模式。儘管這些國家使用了不同的非洲社會主義模式，但也有共同点：對政治和經濟自治、自力更生、商業和公務員的非洲化、泛非主義和不結盟的渴望。

## 类型
- 村社社会主义
  - 恩克鲁玛主义
  - 公社体社会主义
  - 乌贾马社会主义
  - 福科诺洛纳社会主义
- 凯塔社会主义
- 马尔加什社会主义
- 人道主义的社会主义
- 索马里社会主义
- 桑卡拉主义